# Среднедейское
Среднедейское — упразднённое село в Бурейском районе Амурской области России. Исключено из учётных данных в 1974 году.

## География
Село располагалось на левом берегу реки Деюшка (приток реки Дея), на расстоянии примерно 7 километров (по прямой) к востоку от села Родионовка.

## История
Село возникло в 1912 году. По данным на 1916 год участок Средне-Дийский состоял из 21 двора (население составляло 103 человека) и входил в состав Валуевской волости 7-го стана Амурского уезда Амурской области.
По данным 1926 года в Средне-Дийском имелось 27 хозяйств крестьянского типа и проживало 134 человека (72 мужчины и 62 женщины). В национальном составе населения преобладали русские. В административном отношении входил в состав Родионовского сельсовета Завитинского района Амурского округа Дальневосточного края.
Решением Амурского исполкома от 7 июня 1974 года № 253, село Среднедейское (в постановлении Среднегейская) исключено из учётных данных как несуществующее.